# 謝端
謝端（1279年—1340年），字敬德，遂寧（今四川省遂寧市）人，元朝文人，官至國子祭酒、輕車都尉、陳留郡侯，謚文安。曾預修文宗、明宗、寧宗三朝實錄，和歷朝功臣列傳，時人稱謝端有史才。

## 生平
南宋末年，四川一帶的文人為了躲避戰亂都逃往江陵，謝端的祖先也因此前往江陵定居。謝端年幼時聰慧過人，五、六歲時就會吟詩，十歲能作賦。二十歲時，和尚書宋本同從一師，謝端學理學，宋本學古文，二人又都在江陵授課，他們在文學方面齊名，當時號稱「謝宋」。史槓擔任荊南宣慰使時，數次邀約並以禮相待，把他們都推薦給姚燧，姚燧當時文章很出名所以很自負，眼界很高，他將自己的文章給謝端過目，謝端一讀便指出姚燧其文用意，姚燧大為讚賞，於是打算推薦謝端爲校官，但沒得到答覆。科舉法實施後，謝端到河南行省應試，中舉，但恰逢母親去世所以沒有參加會試。
延祐五年（1318年），謝端中進士乙科。被任命為承事郎、潭州路湘陰州同知。一年後，入朝擔任國子博士，遷任太常博士。後來有竊賊潛入太廟，偷走了第八室黃金主，謝端因此被罷官。謝端本是掌管司禮儀的官，並不是負責保管的官員，應該是無罪，但謝端不做任何爭辯。不久謝端被任命爲翰林修撰，又升任爲待制，由於被選任爲國子司業，所以也擔任翰林直學士，官階爲太中大夫。
至順元年（1330年）五月，謝端進呈《進實錄表》。
當初，元文宗建奎章閣的時候，搜羅內外有才華的人們到奎章閣，元文宗曾對阿榮說當今文學之士，只還不認識謝端而已。不久，元文宗駕崩，沒能來得及重用謝端。
謝端與趙郡的蘇天爵同著《正統論》，內容爭辯金與宋的正統。至元六年（1340年），謝端去世，享壽六十二歲。

## 此山詩集跋
謝端的題跋，認為周權之詩能夠流傳，贊同袁桷、歐陽玄等人對周權的詩的大力讚賞。

## 家庭
妻子史氏，封陳留郡夫人，子謝搢，補國子員、石門丞。

## 評價
- 《元史》：元世蜀士以文名者，曰虞集，而謝端其次雲。《元史·謝端傳》
- 姚燧：後二十年，若謝端者，豈易得哉！（今後的二十年，像謝端這樣的能人，難求阿！）《元史·謝端傳》

## 延伸阅读
[在维基数据编辑]
 《元史·卷182》，出自宋濂《元史》
 《新元史/卷191》，出自柯劭忞《新元史》